# Ренфроу (Оклахома)
Ренфроу (англ. Renfrow) — місто (англ. town) в США, в окрузі Грант штату Оклахома. Населення — 15 осіб (2020).

## Географія
Ренфроу розташований за координатами 36°55′29″ пн. ш. 97°39′25″ зх. д. / 36.92472° пн. ш. 97.65694° зх. д. (36.924839, -97.657050).  За даними Бюро перепису населення США в 2010 році місто мало площу 0,25 км², уся площа — суходіл.

## Демографія
Згідно з переписом 2010 року, у місті мешкало 12 осіб у 8 домогосподарствах у складі 4 родин. Густота населення становила 48 осіб/км².  Було 9 помешкань (36/км²).
Расовий склад населення:
| - 100,0 % — білих |

До двох чи більше рас належало 0,0 %. Частка іспаномовних становила 0,0 % від усіх жителів.
За віковим діапазоном населення розподілялося таким чином: 8,3 % — особи молодші 18 років, 41,7 % — особи у віці 18—64 років, 50,0 % — особи у віці 65 років та старші. Медіана віку мешканця становила 68,0 року. На 100 осіб жіночої статі у місті припадало 71,4 чоловіків;  на 100 жінок у віці від 18 років та старших — 57,1 чоловіків також старших 18 років.
Цивільне працевлаштоване населення становило 9 осіб. Основні галузі зайнятості: роздрібна торгівля — 77,8 %, сільське господарство, лісництво, риболовля — 22,2 %.